# Euphorbia biaculeata
Euphorbia biaculeata ist eine Pflanzenart aus der Gattung Wolfsmilch (Euphorbia) in der Familie der Wolfsmilchgewächse (Euphorbiaceae).

## Beschreibung
Die sukkulente Euphorbia biaculeata bildet Sträucher bis 1,5 Meter Höhe aus, die sich aus der Basis heraus verzweigen. Es sind wenige, linealische Blätter vorhanden. Diese sind sitzend und werden bis 60 Millimeter lang und 3 Millimeter breit. Es werden einfache Nebenblattdornen bis 1 Zentimeter Länge ausgebildet.
Der Blütenstand besteht aus einfachen, einzelnen und an langen Stielen befindlichen Cymen. Die dreieckigen Cyathophyllen werden etwa 8 Millimeter groß, sind ausgebreitet und rot gefärbt. An den Cyathien werden sehr kleine Nektardrüsen ausgebildet. Der Fruchtknoten ist kahl und über die Früchte und Samen ist nichts bekannt.

## Verbreitung und Systematik
Euphorbia biaculeata ist endemisch im Südwesten von Madagaskar verbreitet. Die Art steht auf der Roten Liste der IUCN und gilt als gefährdet (Vulnerable).
Die Erstbeschreibung der Art erfolgte 1921 durch Marcel Denis.